# Zbyšek Svoboda
Zbyšek Svoboda (* 20. listopadu 1932 Praha) je český historik, muzejník, vexilolog – bývalý správce vexilologických sbírek Vojenského historického ústavu v Praze.

## Vexilologická činnost
Zbyšek Svoboda je zakládajícím a čestným členem České vexilologické společnosti, autorem její vlajky a členem redakční rady zpravodaje Vexilologie. Od roku 1998 je členem expertní skupiny Podvýboru pro heraldiku a vexilologii Výboru pro vědu, vzdělání, kulturu, mládež a tělovýchovu (VVVKMT) Poslanecké sněmovny Parlamentu České republiky.

## Knihy
Zbyšek Svoboda je autorem několika knih či publikací s historickou či vexilologickou tematikou.
- Československá státní a vojenská symbolika, 1991, ISBN 80-85469-03-0
- Naši vojáci v zahraničí (spoluautoři Václav Kupilík, Jaroslav Roušar), 1994, ISBN 80-85469-69-3
- Legionářská tradice(spoluautor Jaroslav Roušar), 1994, ISBN 8085469707
- Česká státní a vojenská symbolika, 1996, ISBN 80-85469-90-1
- Vlajky, prapory a jejich používání (spoluautoři Petr Exner, Pavel Fojtík), 2004, ISBN 80-239-2873-2
- Vlajky republiky (spoluautoři Václav Liška, Hana Hubčíková, Josef L. Hrdý), 2009, ISBN 978-80-902712-1-0
- Vlajky, prapory a jejich používání (spoluautoři Petr Exner, Pavel Fojtík), 2013, ISBN 978-80-260-2445-3, 2., aktualiz. vyd.
- Neznámý židovský deník z roku 1848 – příspěvek k problematice protižidovských bouří v Praze, Sborník Národního muzea v Praze (spoluautorka Dana Svobodová)